# PollerWiesen
Die PollerWiesen ist eine Open-Air-Musikfestival der elektronischen Tanzmusik (Vorwiegend Techno, House und Electro) mit DJs und Live-Acts, die zum ersten Mal 1993 veranstaltet wurde. Die Poller Wiesen im Kölner Stadtteil Poll am Rhein waren der erste Veranstaltungsort und stehen namensgebend für den Markennamen „PollerWiesen“.
Die Reihe hat aktuell vier Veranstaltungsformate:
- PollerWiesen Opening im Jugendpark Köln
- PollerWiesen Festival im Revierpark Wischlingen Dortmund
- PollerWiesen Closing wiederum im Jugendpark Köln
- PollerWiesen Boot Eins und Zwei auf der MS Rheinenergie ab Köln.[1]

Die Veranstaltungen sind teilweise dafür bekannt, nur bei günstiger Wetterlage stattzufinden.

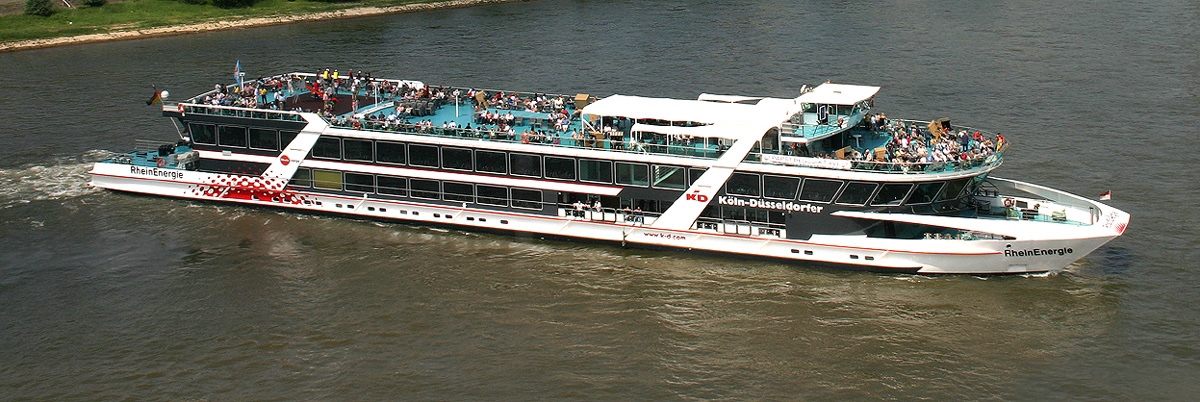
MS RheinEnergie, Veranstaltungsort von PollerWiesen Boot Eins und Zwei

## Geschichte

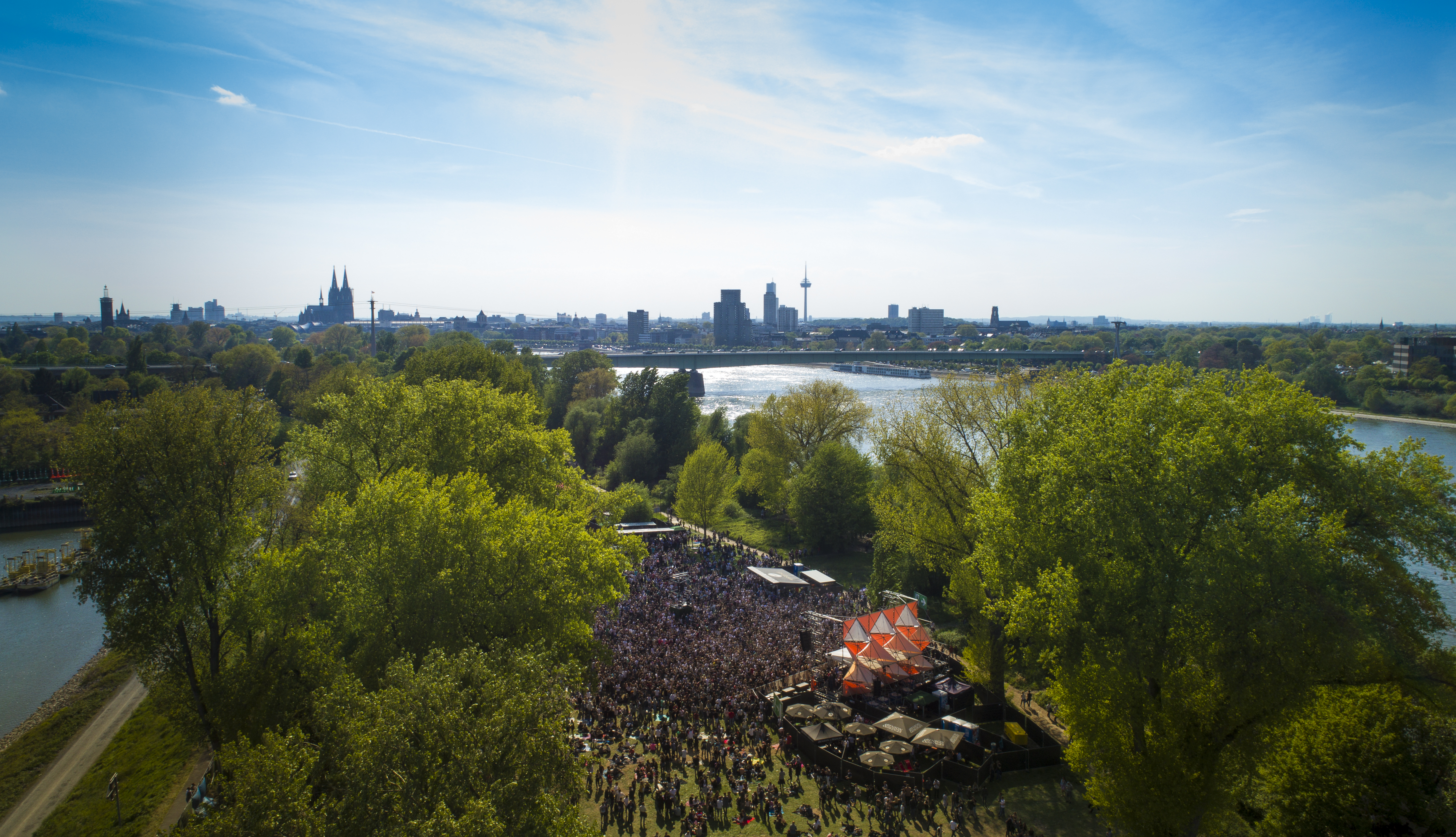
PollerWiesen Opening im Kölner Jugendpark 2017.

1993 fand die erste PollerWiesen als illegale Open-Air Party auf den Kölner Poller Wiesen am Rhein statt. Somit waren die PollerWiesen eine der ersten regelmäßig stattfindenden Open Air Partys für elektronische Musik in Deutschland. Offiziell angemeldet werden die Events erst seit 2003.
Seit der Gründung hat die PollerWiesen viele der erfolgreichsten DJ’s und Produzenten auf ihrem Werdegang begleitet. Bisherige Headliner waren u. a. Sven Väth, Paul Kalkbrenner, Ricardo Villalobos, Richie Hawtin, Marco Carola, Ben Klock, Nina Kraviz, Marcel Dettmann, Len Faki, Laurent Garnier und viele mehr.
PollerWiesen Veranstaltungen haben bisher in Köln, Dortmund, Leverkusen, Mülheim a.d. Ruhr und Gelsenkirchen stattgefunden.
Zum 20-jährigen Jubiläum wurde die 82-minütige Dokumentation „PollerWiesen - Die Geschichte einer Party“ auf YouTube veröffentlicht.

## Besucherzahlen
Die Veranstaltungen werden regelmäßig von mehreren tausend Menschen besucht. Zum 25-jährigen Jubiläum der Opening Veranstaltung in Köln kamen im April 2018 ca. 10.000 Besucher.
Beim PollerWiesen Festival im Juni 2019 kamen über 12.000 Besucher in den Dortmunder Revierpark Wischlingen.